# Europe 1
Europe 1 (vroeger Europe no 1)  is een Franse radiozender van de Lagardère Active-groep die werd gecreëerd in 1955. Het is een van de leidende radiozenders in Frankrijk.
De zender is opgericht om te concurreren met Radio Luxembourg, een zogenaamde radio périphérique die de zendinstallatie niet op het Franse grondgebied had staan en zich zodanig onttrok aan het staatsmonopolie op radio dat sinds het einde van de Tweede Wereldoorlog tot 1981 van kracht was. De zendinstallatie (183 kHz, Lange Golf) van Europe 1 staat in het Duitse Saarland en was dus eveneens een radio périphérique en in naam commercieel, maar werd door middel van het staatsbedrijf SOFIRAD, dat een meerderheidsbelang in de zender had, gecontroleerd door de Franse staat. De bedoeling was dat het station de leidende positie van Radio Luxembourg over zou nemen. Andere voorbeelden van radios périphériques waren RMC en het inmiddels verdwenen Radio Andorra.
Europe 1 zendt met name nieuwsprogramma's en actualiteiten uit, evenals het Eurovisiesongfestival.